# Johann Maag
Johann Maag (* 15. Februar 1898 in Waldbüttelbrunn; † 26. Juni 1976 ebenda) war ein deutscher Gewerkschafter und Politiker (SPD).

## Leben und Beruf
Nach dem Schulbesuch absolvierte Maag eine Dreherlehre und arbeitete anschließend in diesem Beruf. Von 1916 bis 1918 nahm er als Soldat am Ersten Weltkrieg teil. Zuletzt geriet er in Gefangenschaft, aus der er 1919 entlassen wurde. Danach arbeitete er erneut als Dreher, schloss sich 1920 der Gewerkschaft an und besuchte bis 1933 diverse Partei- und Gewerkschaftsschulen. Des Weiteren fungierte er als Betriebsratsvorsitzender bei der Firma Koenig & Bauer in Würzburg. Nach 1945 zählte er zu den Gründern der IG Metall in Würzburg, zu deren Erstem Vorsitzenden er gewählt wurde.

## Partei
Maag trat 1920 in die SPD ein. Er war nach 1945 Vorsitzender des SPD-Unterbezirkes Würzburg, gleichzeitig Vorstandsmitglied des SPD-Bezirkes Franken und wurde 1959 zum stellvertretenden Landesvorsitzenden der bayerischen Sozialdemokraten gewählt. Zudem war er Mitglied des SPD-Parteirates.

## Abgeordneter
Maag war nach 1946 Ratsmitglied der Gemeinde Waldbüttelbrunn und Kreistagsmitglied des Kreises Würzburg. Er gehörte 1946 der Verfassunggebenden Landesversammlung Bayerns an und war von 1946 bis 1966 Mitglied des Bayerischen Landtages. Hier war er von 1958 bis 1966 stellvertretender Vorsitzender des Ausschusses für Ernährung und Landwirtschaft.
Maag war 1949 als Delegierter des Bayerischen Landtags Mitglied der ersten Bundesversammlung.

## Öffentliche Ämter
Maag amtierte vom 18. Dezember 1950 bis zum 14. Dezember 1954 als Staatssekretär im Staatsministerium für Landwirtschaft und Forsten in der von Ministerpräsident Hans Ehard geführten Regierung des Freistaates Bayern.